# Члуховски окръг
Члуховски окръг (на полски: Powiat człuchowski; на кашубски: Człëchòwsczi kréz) е окръг в Северна Полша, Поморско войводство. Заема площ от 1575,27 км2.
Административен център е град Члухов.

## География
Окръгът се намира в историческия регион Померелия (Гданска Померания). Разположен е в югозападната част на войводството. Община Пшехлево принадлежи към етнографската област Кашубия.

## Население
Населението на окръга възлиза на 57 491 (2012 г.). Гъстотата е 36 души/км2.

## Административно деление
Административно окръгът е разделен на 7 общини.
Градска община:
- Члухов

Градско-селски общини:
- Община Дебжно
- Община Чарне

Селски общини:
- Община Жеченица
- Община Кочала
- Община Пшехлево
- Община Члухов

## Галерия
- Дебжно
- Чарне
- Члухов